# الأردن في الألعاب الآسيوية 2010
شارك الأردن في دورة الألعاب الآسيوية السادسة عشرة في غوانزو في الفترة من 12 نوفمبر إلى 27 نوفمبر 2010.

## الحاصلزن على الميداليات
| ميدالية | اسم               | رياضة      | حدث                    | تاريخ     |
| ------- | ----------------- | ---------- | ---------------------- | --------- |
| ذهبية   | نبيل حسن          | التايكوندو | وزن أقل من 80 كغم رجال | 18 نوفمبر |
| ذهبية   | منار شعث          | الكاراتيه  | +68 كغم سيدات          | 25 نوفمبر |
| فضية    | دانا توران        | التايكوندو | أقل من 46 كغم سيدات    | 17 نوفمبر |
| فضية    | بشار النجار       | الكاراتيه  | -60 كغم رجال           | 25 نوفمبر |
| برونزية | نادين دواني       | التايكوندو | +83 كغم سيدات          | 20 نوفمبر |
| برونزية | المعتصم بالله خير | الكاراتيه  | 84 كغم رجال            | 26 نوفمبر |